# (6309) Elsschot
(6309) Elsschot (1990 EM3) – planetoida z grupy pasa głównego asteroid okrążająca Słońce w ciągu 5,22 lat w średniej odległości 3,01 j.a. Odkryta 2 marca 1990 roku.